# Eutelsat 70A
Eutelsat 70A (precedentemente chiamato Eutelsat W5, Eutelsat 3F1 e Eutelsat W1), è un satellite televisivo del gruppo Eutelsat Communications (Organizzazione Europea di Satelliti per Telecomunicazioni), con sede a Parigi.

## Storia
Eutelsat 70A è stato il primo satellite ad essere lanciato tramite il razzo Delta IV. Inizialmente il lancio era previsto per il gennaio del 2001 ma, a causa di problemi di sviluppo con il razzo Delta IV, è stato rinviato più volte.
Eutelsat 70A ha sofferto numerosi problemi. Nel maggio del 1998 scoppiò un incendio all'interno della fabbrica dove il satellite era in fase di costruzione. A causare l'incendio è stata una delle antenne, sperimentata alla massima potenza, che è stata per errore direttamente rivolta verso una parete ricoperta di carbonio espanso. A causa della potenza al massimo livello (60 Watt) la schiuma si è rapidamente surriscaldata e ha iniziato a bruciare. Il satellite è stato quindi coperto d'acqua causando gravi danni.

Il 27 marzo 2007, Eutelsat 70A ha iniziato a deviare la propria orbita verso Ovest ad una velocità di 0,004° al giorno. Non si sa il motivo del perché ciò sia avvenuto.

Il 16 giugno 2008, si è verificata una anomalia nella produzione di energia elettrica e 4 transponder sono stati definitivamente persi. È stato in seguito rivelato che uno dei 2 pannelli solari è stato perso.